# Сподній Гастерай
Сподній Гастерай (словен. Spodnji Gasteraj) — поселення в общині Светий Юрій-в-Словенських Горицях, Подравський регіон‎, Словенія.